# Superkubak Belarusi 2015
La Superkubak Belarusi 2015 è stata la 6ª edizione di tale competizione. Si è disputata il 14 marzo 2015 a Pinsk. La sfida ha visto contrapposte il BATE, vincitore della Vyšėjšaja Liha 2014 e lo Šachcër Salihorsk, trionfatore nella Kubak Belarusi 2013-2014.
Per la quinta volta nella propria storia, il BATE si è aggiudicato il trofeo.

## Tabellino
| Arbitro: | Sjarhej Cynkevič (Asipovičy) |

|                             |                      |                                |
| Kamarowski Čović Kuz'mjanok | Tiri di rigore 0 – 3 | Hardzjajčuk Jablonski Stasevič |